# بخش زیتون (شهرستان میگس، اوهایو)
بخش زیتون (به انگلیسی: Olive Township) یک منطقهٔ مسکونی در ایالات متحده آمریکا است که در شهرستان میگس، اوهایو واقع شده‌است.
 بخش زیتون ۱۰۲٫۵ کیلومتر مربع مساحت و ۱٬۸۷۴ نفر جمعیت دارد و ۲۵۴ متر بالاتر از سطح دریا واقع شده‌است.